# 小林常泰
小林 常泰（こばやし つねやす、1945年2月17日 - ）は、長野県出身の元騎手・元調教師。

## 経歴

### 騎手時代
1960年代
馬事公苑騎手養成長期課程の同期には高橋隆、清水出美、簗田善則、久保敏文、領家政蔵、鹿戸明、久保田秀次郎、大崎昭一、笹倉武久などがいた。
1962年に東京・森末之助厩舎の騎手候補生となり、1963年3月に同厩舎からデビューし、尾形藤吉厩舎から移籍してきた森安弘昭、生え抜きの徳吉一己の弟弟子となる。同30日の中山第9競走5歳以上100万下・フクニホン（11頭中5着）で初騎乗を果たし、同馬に騎乗した7月7日の中山第7競走5歳以上100万下で初勝利を挙げる。
2年目の1964年には東京アラブ障害特別・ダイサンプウで重賞初勝利、東京障害特別（秋）・キンタイムで2勝目を挙げるなど障害で14勝をマークし、平地5勝と合わせて初の2桁となる19勝を記録 。
1966年には中日新聞杯で自厩のチャイナロック産駒アオバ沢峰次に替わって騎乗し、バリモスニセイを抑えて平地重賞初勝利を飾り、同年から1977年まで12年連続2桁勝利を記録。
1967年には愛知杯を小西喜蔵厩舎のカブトザンで制し、1968年からは平地での騎乗に専念。
1970年代
1970年と1971年には2年連続20勝台をマークし、1970年には新潟で初めて行われたアラブ王冠（秋）を関西馬のヒハカイで制すと、1971年には中京記念でゲイタイム産駒ダイホウゲツに騎乗しクニノハナを抑えて制覇。春の小倉ではヤマアオバで小倉大賞典2着、トウショウピットでアルゼンチンジョッキークラブカップを9頭中9番人気ながらメジロアサマの3着、スズボクサーで北海道3歳ステークス2着に入った。
1971年9月11日の札幌第7競走4歳以上オープンでは弟弟子の蓑田早人に替わってオンワードガイに騎乗し、二冠馬のヒカルイマイを破った。
1972年と1975年には自己最多の30勝をマークし、小林を含む森厩舎に所属する騎手4人全員が乗って、勝たせているという珍しい記録 を持つヤマブキオーには2度騎乗。初騎乗は1974年の天皇賞（秋）でトーヨーアサヒ・ナオキに先着するもタケクマヒカルのアタマ差の13着に終わったが、2度目の騎乗となった1975年のダービー卿チャレンジトロフィーではカーネルシンボリを抑えて制覇。
1973年のCBC賞ではシュアーウインで2着、1974年にはタイムトウショウで函館3歳ステークスで11頭中9番人気ながら3着、北海道3歳ステークスでは11頭中11番人気ながら2着に入った。
1974年には森安重勝に替わってニシキエースの主戦騎手を務め、10年ぶりに東京で行われた皐月賞ではキタノカチドキ・コーネルランサーに次ぐ5着と健闘し、ダービー卿チャレンジトロフィーとCBC賞では共に2着と古馬相手の重賞でも好走。
1975年にはブラットメールで牝馬東京タイムズ杯3着に入り、アラブ大賞典（秋）を石栗龍雄厩舎のセイユウ記念馬トクノハルオーで制す。
1977年の小倉記念ではイコマエイカンの初仔グレイトファイターで2着に入るが、1978年には4勝に終わり、1979年からは藤原敏文厩舎に移籍。
1980年代
1980年には新潟記念で前年のオークス2着馬ナカミサファイヤに騎乗し、3コーナーから一気に流れが速くなり、直線一気の競馬で2着馬に3馬身半突き抜けてホオカノの連覇を阻止。この後は屈腱炎で引退したため、最初で最後のコンビとなった。同年は自身5年ぶりの重賞制覇をするなど、3年ぶりの2桁で最後の20勝台となる24勝をマーク。
1980年から1982年まで3年連続2桁勝利を記録し、1981年には雪でダートに変更された中京記念をワカハヤブサで前年のオークス馬ケイキロクの2着、第1回新潟3歳ステークスで11頭中11番人気のダッシングハグロに騎乗してビクトリアクラウンの2着と健闘。
1982年の京成杯ではダッシングハグロで内を突いて抜け出したが、アスワンにアタマ差捕らえられて2着に終わる 。青森・タケミファーム生産馬ダイセキテイではセントライト記念でホスピタリテイ・アズマハンターに次ぐ5着、京都新聞杯ではハギノカムイオー・ワカテンザンに次ぐ4着と東西の菊花賞トライアルで掲示板を確保したが、菊花賞本番ではハギノカムイオー・アズマハンター・トウショウペガサスに先着するも11着に終わった。
1984年にはダイヤモンドステークスで前年の天皇賞（秋）2着の牝馬カミノスミレを抑えて勝利し、青森・タケミファーム生産馬 のワンツーとなった。続く目黒記念でもダイナカール・エイティトウショウ・ドウカンヤシマを抑えて重賞を連勝し、日経賞は2着、天皇賞（春）では人気のホリスキーと共に最後方に近い位置に付けてモンテファストの4着に入った。
1983年には自己最低の3勝に終わるが、1984年には2年ぶりで最後の2桁となる10勝をマークし、1985年に調教師免許取得に伴い現役を引退。
1985年2月17日の東京第2競走4歳・ユーコーフラッシュが最後の勝利、同24日の中山第7競走4歳400万下・セキテエム（11頭中4着）が最後の騎乗となった。

### 調教師時代
1980年代
引退後は1986年に開業し、同年には競馬学校厩務員過程を修了した伊藤圭三も所属。
1986年3月15日の中山第12競走4歳以上400万下・ダービータクト（13頭中6着）で管理馬初出走を果たし、同馬を出走させた4月19日の東京第7競走で初勝利を挙げるが、手綱は共に谷中公一であった 。5月にはニュージーランドトロフィー4歳ステークス・マツヤマイナリ（7頭中6着）で重賞初出走を果たし、森厩舎時代の兄弟子である徳吉が騎乗した。
1990年代
1991年の福島記念にはサクラシンゲキ産駒ユーワビームを48kgの小野次郎騎乗で出走させ、レースではツインターボ・ユキノサンライズと共に先行し、4着に入った。
1992年には桜花賞・ジュピターガール（18頭中16着）でGI初出走を果たし、カミノエルフを東京優駿（18頭中6着）に出走させ、同馬はラジオたんぱ賞ではシンコウラブリイの3着に入る。同年10月からは田島俊明が調教厩務員として所属し、ユーワビームがカブトヤマ記念で郷原洋行騎乗で3着に逃げ粘る。
1993年には田島が高橋裕厩舎に移籍したほか、伊藤直人が所属騎手としてデビューし、ユーワビームでカブトヤマ記念を制覇。
1994年のクイーンカップではプリオルガールがヒシアマゾンの4着、1996年のスプリングステークスではキャッシュラボーラがバブルガムフェローの3着と好走。
1999年と2000年にはタマモクロス産駒の牝馬モンレーブが活躍し、1999年のカブトヤマ記念では50kgの武士沢友治で2着、2000年の新潟記念では49kgの村田一誠で2着に突っ込む。
2000〜2010年代
2000年にはバクシンヒーローをアンタレスステークスに出走させ、伊藤圭の管理馬で伊藤直が騎乗して逃げ切ったスマートボーイの3着、2003年にはアイビスサマーダッシュにティエッチグレースを出走させて2着に入った。
2010年10月31日に勇退届を提出し、12月20日に勇退。
2010年11月1日の東京第7競走3歳以上500万下・コスモミカエルが最後の勝利、12月19日の阪神第3競走2歳未勝利・デルマラクシュミー（16頭中16着）が最後の出走となった。

### 調教師引退後
2014年10月25日には以前管理していたネコパンチとファンの記念撮影会『僕と記念撮影するニャ!』に駆けつけ、撮影会の様子を嬉しそうに見守った。

## 騎手成績
| 通算成績 | 1着 | 2着 | 3着 | 4着以下 | 出走回数 | 勝率 | 連対率 |
| -------- | --- | --- | --- | ------- | -------- | ---- | ------ |
| 平地     | 352 | 370 | 340 | 2455    | 3517     | .100 | .205   |
| 障害     | 18  | 14  | 14  | 44      | 90       | .200 | .356   |
| 計       | 368 | 386 | 354 | 2499    | 3607     | .102 | .209   |

### 主な騎乗馬
- ダイサンプウ（1964年東京アラブ障害特別）
- キンタイム（1964年東京障害特別 (秋)）
- アオバ（1966年中日新聞杯）
- カブトザン（1967年愛知杯）
- ヒハカイ（1970年アラブ王冠 (秋)）
- ダイホウゲツ（1971年中京記念）
- ヤマブキオー（1975年ダービー卿チャレンジトロフィー）
- トクノハルオー（1975年アラブ大賞典 (秋)）
- ナカミサファイヤ（1980年新潟記念）
- ダイセキテイ（1984年ダイヤモンドステークス、目黒記念）

## 調教師成績
| 通算成績 | 1着 | 2着 | 3着 | 4着以下 | 出走回数 | 勝率 | 連対率 |
| -------- | --- | --- | --- | ------- | -------- | ---- | ------ |
| 平地     | 256 | 291 | 311 | 3567    | 4425     | .058 | .124   |
| 障害     | 13  | 20  | 15  | 112     | 160      | .081 | .206   |
| 計       | 269 | 311 | 326 | 3679    | 4585     | .059 | .126   |

### 主な管理馬
- ユーワビーム（1993年カブトヤマ記念）
- ヘッドライン（1998年豊栄記念[注 1]）